# 中华人民共和国第五届少数民族传统体育运动会
中华人民共和国第五届少数民族传统体育运动会于1995年11月5日至11月12日在云南省的昆明市举办。共有來自全国各省、自治区、直辖市55个少数民族的运动员参加本届赛事。比赛项目有抢花炮、珍珠球、木球、毽球、摔跤、秋千、武术、射弩、龙舟、赛马、打陀螺11项，设金牌65枚；表演项目有129项